# Сунь Сяолей
Сунь Сяолей (12 січня 1986) — китайський плавець.
Учасник Олімпійських Ігор 2008 року.